# Melaleuca kunzeoides
Melaleuca kunzeoides är en myrtenväxtart som beskrevs av Norman Brice Byrnes. Melaleuca kunzeoides ingår i släktet Melaleuca och familjen myrtenväxter. Inga underarter finns listade i Catalogue of Life.